# Strath

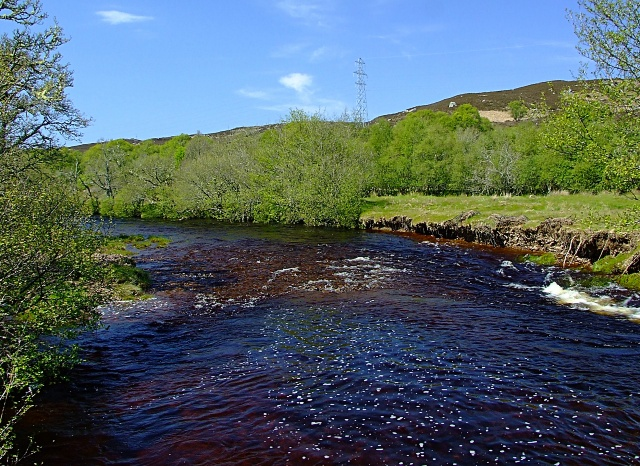
Sông Strath Carnaig

Một strath là một thung lũng lớn, điển hình là một thung lũng sông rộng và nông (trái ngược với glen, thường hẹp hơn và sâu hơn).
Một sự hiểu lầm của từ srath trong tiếng Gaelic, nó là một trong nhiều từ đã được biến thể vào ngôn ngữ tiếng Anh. Nó thường được sử dụng ở vùng nông thôn Scotland để mô tả một thung lũng rộng, thậm chí bởi những người không nói tiếng Gaelic.
Nó xuất hiện ở nhiều địa danh trong Scotland như Strathspey và Strathclyde. Trên bình diện quốc tế, nhiều nơi có gốc từ Scotland cũng sử dụng tiền tố, bao gồm Strath-Taieri ở New Zealand; Strathaven ở Nam Úc, Strathfield, ngoại ô Sydney, Úc; Strathewen, Victoria, Úc; Strathpine, một vùng ngoại ô của thành phố Brisbane, Úc; và nhiều nơi khác nhau ở Canada: Strathmore, Alberta; Strathcona; Strathroy, Ontario; và Strathburn, Ontario.
Nó cũng xuất hiện trong tên của năm con tàu của Công ty Hàng hải Bán đảo và Phương Đông, bốn trong số đó, Strathaird, Strathnaver, Stratheden và Strathmore, đã đưa hàng ngàn người di cư đến Úc trong những năm 1950 và 1960. Các tàu đóng vai trò là người vận chuyển quân đội trong Chiến tranh thế giới thứ hai và tàu thứ năm, Strathallan, đã chìm ở Địa Trung Hải vào năm 1942, đưa quân đội đổ bộ vào Bắc Phi.
Từ này có liên quan đến tiếng Wales cổ Ystrad, như trong Ystrad Clud, tên gọi trong tiếng Wales cổ của Vương quốc Strathclyde.
Ở Keith có một nhà máy chưng cất rượu whisky có tên Strathisla. Nó là một loại whisky mạch nha duy nhất cũng là một thành phần của hỗn hợp Chivas Regal.